# Нейромонах Феофан
Нейромонах Феофан — российская драм-н-бейс-группа из Санкт-Петербурга, выступающая в стилизованном «древнерусском» жанре.

## Состав
Проект состоит из автора песен и исполнителя Нейромонаха Феофана (род. 1987), диджея Никодима и Медведя. Участники группы сохраняют анонимность, и на официальном сайте утверждается, что «до сих пор никто не знает, что это за человек и откуда он». Однако после выхода интервью, которое Феофан дал Юрию Дудю, в сообществе Mash в социальной сети «ВКонтакте» вышло видеорасследование, в котором предполагается, что настоящее имя Феофана — Олег Александрович Степанов, а Никодим — это Михаил Гродинский. В последующем интервью, посвящённом стороннему проекту «Лорд Пневмослон», Нейромонах Феофан подтвердил, что это его настоящее имя. Также в одном из интервью музыкант признался, что учился в Санкт-Петербургском государственном университете аэрокосмического приборостроения (ГУАП), где занимался программированием. В концертном составе принимают участие барабанщики групп Amatory и Shokran — Даниил Светлов и Михаил Исаев.

## Характерные особенности
Выступления Нейромонаха Феофана стилизованы под русские народные гулянья с массовкой, одетой в лапти, онучи, косоворотки и сарафаны. Текст песен Феофана изобилует славянизмами и устаревшими русскими словами, а вокал наполнен характерным оканьем. Свои песни Нейромонах исполняет нараспев, а в музыке балалайка соседствует с драм-н-бейсовыми басами. Нейромонах Феофан — высокого роста человек с бородой, лицо которого скрыто за капюшоном, одетый в похожий на куколь балахон и лапти и держащий в руках посох со скрытой внутри лазерной указкой. Собственное творчество проект характеризует как «русский народный драм».

## История
В интервью журналу «Афиша» Никодим утверждает, что профессионально занимался музыкой до встречи с Феофаном, подсказавшим ему много новых идей. Сам же Нейромонах начал записывать свои песни ещё в 2009 году. Мысль основать новый музыкальный проект была сформулирована Феофаном и Никодимом во время прогулок по лесу. Дебютный альбом группы «В душе драм, в сердце светлая Русь» вышел в начале 2015 года. Альбом был тепло принят слушателями и критиками и вошёл в топ-10 российского iTunes. А позже, также в 2015 году, вышел сингл «Притоптать», и был снят клип на него. Впоследствии этот трек стал своеобразным мемом.
В конце 2015 года Нейромонах Феофан был признан российским независимым исполнителем года по версии сервиса «Яндекс.Музыка».
В 2016 году Нейромонах Феофан выпустил второй альбом — «Велики силы добра», а также синглы «Древнерусский драм», «А сейчас хочу в пляс» и «Изба ходит ходуном», причём последние два напрямую связаны с альбомом «Велики силы добра».
2017 год оказался не менее продуктивным, чем предыдущие. 12 апреля был выпущен сингл «Древнерусская душа», записанный совместно с группой «Слот». 12 июня был выпущен сингл с грядущего альбома — «А теперь поёт медведь». 12 сентября был выпущен третий студийный альбом «Плясать. Петь.», на котором впервые запели диджей Никодим и Медведь (на самом деле голос Медведя — это изменённый голос Феофана). Также проект выступал на киберспортивном фестивале, посвящённом игре Warface. В этом же году Нейромонах Феофан основал ска-панк проект «Лорд Пневмослон», предназначенный для 18+ аудитории (впоследствии из названия исчезло слово «Лорд»).
В 2018 году Феофан начал работу над серией мини-альбомов, заглавные песни которых объединены единой сюжетной линией. 10 апреля был выпущен первый мини-альбом «Тропа». 17 июля был выпущен второй мини-альбом «Замиренье», заглавная песня которого была исполнена совместно с Екатериной Бардыш, экс-участницей группы «Грот». 15 октября был выпущен третий мини-альбом «Сияние». 16 ноября Феофан выпустил сингл «Тьма во мне», не связанный с серией мини-альбомов. Вышеупомянутая серия завершилась 6 февраля 2019 года с выходом четвёртого мини-альбома «Ивушка». Также, в 2018—2019 годах группой был проведён масштабный концертный тур «Вече».
Вышеупомянутый тур завершился весной 2019 года. За несколько месяцев Феофан побывал в 25 городах 5 стран, что дало ему немалый опыт. Летом 2019 года Феофан снялся в программе «Главная дорога» на НТВ и выступил на множестве фестивалей: YLЕТАЙ, Нашествие, Lusatia (Германия), Lowlands (Нидерланды), Дикая мята и других. Также в конце августа группа выпустила кавер на группу «Гражданская оборона» — «Без меня» — для одноимённого трибьют-альбома в честь 55-летия Егора Летова. Также 2019 год стал годом 10-летия группы, поэтому осенью Феофан отправился в путь, в концертный тур «Десять». Выступления в рамках тура в Москве и Санкт-Петербурге предварялись программой Кирилла Профита, известного D’n’B-исполнителя. Тур начался на рубеже 2019—2020 годов. В самый разгар тура был выпущен концертный альбом «Вече», содержащий песни из концертной программы этого тура и обновлённую версию песни «Пляски с медведем», которую группа презентовала на фестивалях летом 2019 года.
30 декабря 2019 года Нейромонах представил сингл «Я готов», куда вошли две песни из грядущего альбома, презентованные на концертах в рамках тура «Десять».
В 2020 году Нейромонах не только провел несколько концертов и выпустил концертный альбом «Вече», но и записал акустический альбом, сделал метал-кавер на песню «Знамо были на Руси», выступил на онлайн-фестивале #ЯБУДУЖДАТЬСВОЮМУЗЫКУ, выступил в формате Live&Drive, провел Битву песнопений в группе ВКонтакте, в которой в итоге победил трек «Притоптать», и анонсировал тур «Древнерусский рейв».
27 ноября 2020 года Нейромонах анонсировал новый проект — детские сказки. Сочиняет их Анастасия Постникова, один из организаторов фестиваля Ural Music Night, где группа выступала в 2020 году, а сам Нейромонах — читает. 29 декабря была выпущена первая сказка — про лунного зайца.
В новогоднюю ночь с 2020 на 2021 год коллектив представил новую песню — «На заре».
В 2021 году вышел альбом «Древнерусский рейв». В данном альбоме стиль исполнения стал более танцевальным и ближе к рейву. Выход альбома предварил сингл «Новая телега» и одноимённый клип.
В ноябре 2023 года автор проекта Нейромонах Феофан Олег Степанов начал новый музыкальный проект под названием KOSHI в соавторстве с Анастасией Архиповой. Дебютной композицией проекта стала лирическая песня «Осень». Сам автор говорит о ней следующее:
В декабре 2023 года вышел новый мини-альбом Феофана «Акустическая стихия», содержащий три новых трека, записанных на концерте. Сам исполнитель заявил, что композиции будут представлены только в акустическом звучании, без электронных версий.
В январе 2024 года вышел сингл «Марсово поле», исполненный Нейромонахом Феофаном совместно с группой Слот.
Песня о неотвратимости перемен, о смене событий и их неизбежном чередовании, о принятии этого, смирении и соединении с Осенью внутри себя, которая всегда приходит после Лета.
5 апреля 2024 года вышел дебютный альбом Экспериментальная генетика высшей нервной деятельности.
В сентябре 2024 года Олег Степанов анонсировал тур, посвящённый 15-летию группы «Нейромонах Феофан».
В октябре 2024 года вышла серия новых синглов: «В нашей весёлой избушке», «Не отпускай меня» (совместно с певицей oldpianogirl), «Древнерусский дух» и «Немеи».

## Критика
Музыкальные критики отмечали свежесть и необычность сплава русских народных мотивов с танцевальной электронной музыкой в творчестве Нейромонаха, сравнивая проект с MC Вспышкиным и Иваном Купалой. Сергей Шнуров в одном из своих интервью заявил, что Нейромонах Феофан — «это совмещение несовместимого, это православные атеисты, это верующие комсомольцы», также Шнур одобрил деятельность музыкального коллектива в социальных сетях. Тексты песен Нейромонаха Феофана изобилуют отсылками к жизни Древней Руси и посвящены русской природе и физическому труду, но содержат в себе и толику иронии. Основной отличительной особенностью проекта является образ и визуальная составляющая. Виктория Базоева в своей статье на портале «Звуки.ру», указывая на добротный уровень стилизации, замечает, что использование современных слов наряду с историзмами может несколько разочаровать ценителей достоверной исторической реконструкции. После выхода первого альбома многие отнеслись к Феофану несерьёзно, но гастрольный успех и посещение «Кубаны» вынудили многих критиков пересмотреть своё мнение.
Творчество проекта «Нейромонах Феофан» некоторые называют концептуальным постмодернистским, противопоставляя, однако, его деятельности таких представителей современного искусства, как Владимир Сорокин.

## Дискография

### Студийные альбомы
- 2015 — «В душе драм, в сердце светлая Русь»
- 2016 — «Велики силы добра»[26]
- 2017 — «Плясать. Петь.»
- 2020 — «Акустика»
- 2021 — «Акустика, Ч.2»
- 2021 — «Древнерусский рейв»

### Мини-альбомы
- 2018 — «Тропа»
- 2018 — «Замиренье»
- 2018 — «Сияние»
- 2019 — «Ивушка»
- 2023 — «Акустическая Стихия»

### Синглы
- 2015 — «А сейчас хочу в пляс»
- 2015 — «Притоптать»
- 2016 — «Древнерусский драм»
- 2016 — «Изба ходит ходуном»
- 2017 — «А теперь поёт медведь»
- 2017 — «Древнерусская душа» (feat. Слот)[27]
- 2018 — «Виски» (Live) (feat. Би-2)
- 2018 — «Кончится Лето» (кавер «Кино»)
- 2018 — «Тьма во мне»
- 2019 — «Без меня» (кавер «Гражданская оборона»)
- 2019 — «Я готов»
- 2020 — «Знамо были на Руси» (Метал Версия)
- 2021 — «Новая телега»
- 2023 — «Серые будни»
- 2023 — «Мы валим боком на медведе (навалишная)»[28]
- 2024 — «Марсово поле» (feat. Слот)
- 2024 — «В нашей весёлой избушке»

### Записи концертов (Live)
- 2019 — «Вече»
- 2021 — «Десять»

## Видеоклипы
| Год  | Название             | Режиссёр(ы)       | Альбом/Мини-альбом                 |
| ---- | -------------------- | ----------------- | ---------------------------------- |
| 2015 | «Притоптать»         | BazavaProduction  | Сингл                              |
| 2016 | «Изба Ходит Ходуном» | Виталий Капитонов | Велики силы добра                  |
| 2017 | «Топить за Феофана»  | Виталий Капитонов | Плясать. Петь.                     |
| 2018 | «Мудрец»             | Андрей Феночка    | Замиренье                          |
| 2021 | «Новая телега»       | Аня Эргарт        | В душе Драм, в сердце светлая Русь |